# Eufemia av Sicilien
Eufemia av Sicilien, född 1330, död 21 februari 1359, var regent i Sicilien som förmyndare för sin bror, kung Fredrik III av Sicilien, mellan 1355 och 1357.

## Biografi
Eufemia var dotter till kung Peter II av Sicilien och Elisabet av Kärnten. Hon avled ogift och barnlös. Hon tilldelades regeringsmakten i Messina i november 1355 efter sin syster  Constanza av Siciliens död. Beslutet godkändes av kungarikets baroner.
Eufemias befogenheter begränsades av exakta klausuler kring maktutövningen: hon regerade genom de ämbetsmän som redan var utsedda av baronernas råd och kunde ge order endast i närvaro av kungen. Balansen mellan det latinska och katalanska partiet i rådet brast när hon orsakade en konflikt med Francesco Ventimiglia genom att be kungen resa från Messina till Catania för att förhandla om fred med upprorsledaren Chiaramonte. Detta utlöste en konflikt mellan Eufemia och kungen, och hon försökte isolera honom från hans egna anhängare. I september 1356 slöts emellertid fred mellan dem.
När Neapel invaderade Sicilien organiserade Eufemia med framgång öns försvar och avvärjde attacken vid Aci 27 maj 1357.